# 사카린 밀수 사건
사카린 밀수 사건은 1966년 삼성그룹의 계열사인 한국비료공업주식회사가 사카린을 건설자재로 위장하여 대량 밀수입한 사건을 말한다.

## 개요
1966년 5월 24일 삼성이 경남 울산시에 공장을 짓고 있던 한국비료가 사카린 2259 포대(약 55t)를 건설자재로 꾸며 세관 몰래 들여와 판매하려다 들통이 났다. 뒤늦게 이를 적발한 부산세관은 같은해 6월 1059 포대를 압수하고 벌금 2천여만 원을 부과하였다. 삼성은 한국비료 공장을 짓기 위해 일본 미쓰이 물산으로부터 정부의 지급보증 아래 4천여만달러의 상업차관을 빌렸다. 사카린 밀수를 현장지휘했다고 밝힌 이맹희씨가 1993년 발간한 《회상록 - 묻어둔 이야기》에서 한국비료 사카린 밀수사건은 박정희 대통령과 이병철 회장의 공모 아래 정부기관들이 적극 감싸고 엄청난 규모의 조직적인 밀수였다고 다음과 같이 고백하였다.
| “ | 1965년 말에 시작된 한국비료 건설과정에서 일본 미쓰이는 공장건설에 필요한 차관 4200만 달러를 기계류로 대신 공급하며 삼성에 리베이트로 100만 달러를 줬다. 아버지(이병철 회장)는 이 사실을 박 대통령에게 알렸고 박 대통령은 “여러가지를 만족시키는 방향으로 그 돈을 쓰자”고 했다. 현찰 100만달러를 일본에서 가져오는 게 쉽지 않았다. 삼성은 공장 건설용 장비를, 청와대는 정치자금이 필요했기 때문에 돈을 부풀리기 위해 밀수를 하자는 쪽으로 합의했다. 밀수현장은 내(이맹희 씨)가 지휘했으며 박 정권은 은밀히 도와주기로 했다. 밀수를 하기로 결정하자 정부도 모르게 몇가지 욕심을 실행에 옮기기로 했다. 이 참에 평소 들여오기 힘든 공작기계나 건설용 기계를 갖고 오자는 것이다. 밀수한 주요 품목은 변기, 냉장고, 에어컨, 전화기, 스테인레스 판과 사카린 원료 등이었다. | ” |

사카린 밀수 사건이 이토록 국가적으로 거대한 파문이 일어난 것은 크게 두가지 이유가 있다. 첫번째는 박정희 정부가 내걸은 국정 구호가 구악 일소, 즉, 부패척결이었는데, 이번 사카린 사건으로 정권의 모순이 드러났다는 점이었다. 두번째는 당시 삼성이 중앙일보를 설립하고 언론계에 진출하였는데, 경쟁 언론사들이 집요하게 삼성의 비리를 파헤치고 공격했던 것이다. 이러한 복합적인 작용으로 사카린 사건은 전국민적, 전국가적으로 큰 파장이 일었다.

## 국회 오물 투척 사건
1966년 9월 22일, 사카린 밀수사건에 대한 대정부 질의 도중, 김두한 의원이 국무위원석에 앉아 있던 정일권 국무총리, 장기영 부총리 등 수 명의 각료들을 향해 오물을 투척하는 사건이 발생했다.

## 같이 보기
- 야인시대
- 영웅시대